# Kvalspelet till damernas turnering i volleyboll vid olympiska sommarspelen 2020 (Europa)
Kvalspelet till damernas turnering i volleyboll vid olympiska sommarspelen 2020 i Europa hölls 7 till 12 januari 2020 i Apeldoorn, Nederländerna. I kvalet deltog åtta damlandslag från CEV:s medlemsförbund som tävlade om en plats. Turkiet vann kvalturneringen och kvalificerade sig till OS 2020.

## Arenor
|                                                               |  |  |
|                                                               |  |  |
| Omnisport Apeldoorn Stad: Apeldoorn Kapacitet: - Öppnad: 2008 |  |  |

## Regelverk

### Format
Tävlingen genomfördes i form av gruppspel där alla lag mötte alla andra lag en gång följt av semifinal och final som bägge avgjordes i en direkt avgörande match. Vinnaren av finalen kvalificerade sig för OS.

### Metod för att bestämma tabellplacering
Om slutresultatet blev 3-0 eller 3-1 tilldelades 3 poäng till det vinnande laget och 0 till det förlorande laget, om slutresultatet blev 3-2 tilldelades 2 poäng till det vinnande laget och 1 till det förlorande laget. 
Rankningsordningen i serien definierades utifrån:
- Antal vunna matcher
- Poäng
- Kvot vunna / förlorade set
- Kvot vunna / förlorade poäng.
- Inbördes möte(n)

## Deltagande lag
Värden Nederländerna och de sju högst rankade på CEV:s landslagsranking 9 september 2019 som inte redan var kvalificerade deltog i kvalet. Lagen delades in i grupper baserat på ett serpentinsystem.
| Lag           | Turnering           |
| ------------- | ------------------- |
| Azerbajdzjan  | 11:a på ranking CEV |
| Belgien       | 9:a på ranking CEV  |
| Bulgarien     | 7:a på ranking CEV  |
| Kroatien      | 10:a på ranking CEV |
| Tyskland      | 6:a på ranking CEV  |
| Nederländerna | 3:a på ranking CEV  |
| Polen         | 8:a på ranking CEV  |
| Turkiet       | 4:a på ranking CEV  |

## Turneringen

### Gruppspel
| Grupp A       | Grupp B  |
| ------------- | -------- |
| Azerbajdzjan  | Belgien  |
| Bulgarien     | Kroatien |
| Nederländerna | Tyskland |
| Polen         | Turkiet  |

#### Grupp A

##### Resultat
| 7 januari 2020 Omnisport Apeldoorn, Apeldoorn Speltid: 1h:46 - Åskådare: 1 000 | Polen         | 3 - 1 | Bulgarien     | 23-25, 25-20, 25-19, 25-22 |
| 7 januari 2020 Omnisport Apeldoorn, Apeldoorn Speltid: 1h:14 - Åskådare: 2 896 | Azerbajdzjan  | 0 - 3 | Nederländerna | 23-25, 18-25, 22-25        |
| 8 januari 2020 Omnisport Apeldoorn, Apeldoorn Speltid: 1h:15 - Åskådare: 3 550 | Bulgarien     | 0 - 3 | Nederländerna | 19-25, 19-25, 24-26        |
| 9 januari 2020 Omnisport Apeldoorn, Apeldoorn Speltid: 1h:47 - Åskådare: 1 300 | Bulgarien     | 3 - 1 | Azerbajdzjan  | 25-23, 25-19, 21-25, 25-22 |
| 9 januari 2020 Omnisport Apeldoorn, Apeldoorn Speltid: 1h:59 - Åskådare: 5 850 | Nederländerna | 1 - 3 | Polen         | 20-25, 23-25, 25-23, 23-25 |
| 10 januari 2020 Omnisport Apeldoorn, Apeldoorn Speltid: 1h:12 - Åskådare: 510  | Polen         | 3 - 0 | Azerbajdzjan  | 25-19, 25-19, 25-23        |

##### Sluttabell
| Pos. | Lag           | Pt | M | V | F | SV | SF | Kvot  | PV  | PF  | Kvot  |
| ---- | ------------- | -- | - | - | - | -- | -- | ----- | --- | --- | ----- |
| 1.   | Polen         | 9  | 3 | 3 | 0 | 9  | 2  | 4,500 | 271 | 238 | 1,138 |
| 2.   | Nederländerna | 6  | 3 | 2 | 1 | 7  | 3  | 2,333 | 242 | 223 | 1,085 |
| 3.   | Bulgarien     | 3  | 3 | 1 | 2 | 4  | 7  | 0,571 | 244 | 263 | 0,927 |
| 4.   | Azerbajdzjan  | 0  | 3 | 0 | 3 | 1  | 9  | 0,111 | 213 | 246 | 0,865 |

#### Grupp B

##### Resultat
| 7 januari 2020 Omnisport Apeldoorn, Apeldoorn Speltid: 1h:45 - Åskådare: 890    | Tyskland | 3 - 1 | Turkiet  | 25-15, 21-25, 25-21, 25-21        |
| 8 januari 2020 Omnisport Apeldoorn, Apeldoorn Speltid: 1h:41 - Åskådare: 900    | Kroatien | 1 - 3 | Turkiet  | 28-26, 12-25, 20-25, 21-25        |
| 8 januari 2020 Omnisport Apeldoorn, Apeldoorn Speltid: 1h:58 - Åskådare: 2 103  | Belgien  | 1 - 3 | Tyskland | 31-33, 24-26, 26-24, 22-25        |
| 9 januari 2020 Omnisport Apeldoorn, Apeldoorn Speltid: 1h:49 - Åskådare: 789    | Belgien  | 3 - 1 | Kroatien | 20-25, 28-26, 25-16, 25-22        |
| 10 januari 2020 Omnisport Apeldoorn, Apeldoorn Speltid: 1h:08 - Åskådare: 276   | Tyskland | 3 - 0 | Kroatien | 25-15, 25-17, 25-23               |
| 10 januari 2020 Omnisport Apeldoorn, Apeldoorn Speltid: 2h:02 - Åskådare: 1 025 | Turkiet  | 3 - 2 | Belgien  | 25-20, 25-15, 20-25, 22-25, 15-10 |

##### Sluttabell
| Pos. | Lag      | Pt | M | V | F | SV | SF | Kvot  | PV  | PF  | Kvot  |
| ---- | -------- | -- | - | - | - | -- | -- | ----- | --- | --- | ----- |
| 1.   | Tyskland | 9  | 3 | 3 | 0 | 9  | 2  | 4,500 | 279 | 240 | 1,162 |
| 2.   | Turkiet  | 5  | 3 | 2 | 1 | 7  | 6  | 1,166 | 290 | 272 | 1,066 |
| 3.   | Belgien  | 4  | 3 | 1 | 2 | 6  | 7  | 0,857 | 296 | 304 | 0,973 |
| 4.   | Kroatien | 0  | 3 | 0 | 3 | 2  | 9  | 0,222 | 225 | 274 | 0,821 |

### Slutspelsfasen
|  | Semifinaler | Semifinaler   | Semifinaler |          |    | Final   | Final | Final |  |
|  |             |               |             |          |    |         |       |       |  |
|  | 1A          | Polen         | 2           |          |    |         |       |       |  |
|  | 1A          | Polen         | 2           |          |    |         |       |       |  |
|  | 2B          | Turkiet       | 3           |          |    |         |       |       |  |
|  | 2B          | Turkiet       | 3           |          | 2B | Turkiet | 3     |       |  |
|  |             |               |             |          | 2B | Turkiet | 3     |       |  |
|  |             |               | 1B          | Tyskland | 0  |         |       |       |  |
|  | 1B          | Tyskland      | 1B          | Tyskland | 0  | 3       |       |       |  |
|  | 1B          | Tyskland      |             |          |    |         |       |       |  |
|  | 2A          | Nederländerna | 0           |          |    |         |       |       |  |

#### Semifinaler
| 11 januari 2020 Omnisport Apeldoorn, Apeldoorn Speltid: 1h:29 - Åskådare: 5 850 | Tyskland | 3 - 0 | Nederländerna | 27-25, 25-23, 25-22               |
| 11 januari 2020 Omnisport Apeldoorn, Apeldoorn Speltid: 2h:24 - Åskådare: 5 096 | Polen    | 2 - 3 | Turkiet       | 25-19, 18-25, 25-23, 31-33, 11-15 |

#### Final
| 12 januari 2020 Omnisport Apeldoorn, Apeldoorn Speltid: 1h:13 - Åskådare: 5 321 | Turkiet | 3 - 0 | Tyskland | 25-17, 25-19, 25-22 |

## Slutplaceringar
| Pos | Lag           | Kvalificerat för |
| --- | ------------- | ---------------- |
|     | Turkiet       | OS 2020          |
|     | Tyskland      |                  |
|     | Polen         |                  |
| 4   | Nederländerna |                  |
| 5   | Belgien       |                  |
| 6   | Bulgarien     |                  |
| 7   | Kroatien      |                  |
| 8   | Azerbajdzjan  |                  |

## Individuella utmärkelser
| Utmärkelse              | Namn              | Lag           |
| ----------------------- | ----------------- | ------------- |
| Mest värdefulla spelare | Meryem Boz        | Turkiet       |
| Bästa passare           | Joanna Wołosz     | Polen         |
| Bästa högerspiker       | Louisa Lippmann   | Tyskland      |
| Bästa vänsterspiker     | Hanna Orthmann    | Tyskland      |
| Bästa vänsterspiker     | Magdalena Stysiak | Polen         |
| Bästa center            | Eda Erdem         | Turkiet       |
| Bästa center            | Robin de Kruijf   | Nederländerna |
| Bästa libero            | Simge Aköz        | Turkiet       |